# Camille Verfaillie

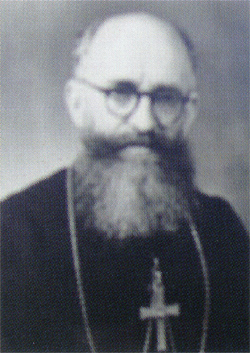
Camille Verfaillie

Camille Verfaillie SCI (* 4. Juli 1892 in Hooglede; † 22. Januar 1980) war ein belgischer Geistlicher und Apostolischer Vikar von Stanley Falls.

## Leben
Er wurde am 13. Juli 1924 zum Priester geweiht. Der Papst ernannte ihn am 1. Februar 1934 zum Titularbischof von Oëa und zum Apostolischen Vikar von Stanley Falls. Der Erzbischof von Mechelen, Jozef-Ernest Kardinal van Roey, spendete ihm am 27. Mai desselben Jahres die Bischofsweihe; Mitkonsekratoren waren Henricus Lamiroy, Bischof von Brügge, und Gastone Antonio Rasneur, Bischof von Tournai.
Von seinem Amt trat er im März 1958 zurück. Er nahm an allen Sitzungen des Zweiten Vatikanischen Konzils teil.